# Kapela sv. Roka u Gornjem gradu (Osijek)
Kapela sv. Roka nalazi se na Solarskom trgu u Osijeku.
Sagrađena je 1741. godine u spomen na zavjet protiv kuge koja je pogodila Slavoniju nekoliko godina ranije. Posvećena je sv. Roku, svecu zaštitniku od kuge.
Kapela je longitudinalna jednobrodna građevina, zaključena nešto užim poligonalnim svetištem. Svođena je češkim kapama. Unutrašnjost i vanjštinu kapele raščlanjuju guste profilacije i plitki pilastri koji nose vijenac. Ukrasi su na pročeljima su bili bojani. Na glavnom ulazu je reprezentativan kameni portal iznad kojega je neobična ležeća figura sv. Roka.
Na prijelazu iz 18. u 19. stoljeće kapeli je nadograđen zvonik s lukovicom na glavnom pročelju te sakristija sa stražnje strane. U kapeli se nalazi inventar klasicističkih obilježja i nekoliko grobova.